# Chionaema meyricki
Chionaema meyricki är en fjärilsart som beskrevs av Rothschild och Jordan 1901. Chionaema meyricki ingår i släktet Chionaema och familjen björnspinnare. Inga underarter finns listade i Catalogue of Life.